# تاتنکتس
تاتنکتس(نام علمی: Tatenectes laramiensis) نام یک گونه از بالاخانواده نزدیک‌سوسماریان است.